# Agarista ericoides
Agarista ericoides är en ljungväxtart som beskrevs av Paul Hermann Wilhelm Taubert. Agarista ericoides ingår i släktet Agarista och familjen ljungväxter. Inga underarter finns listade i Catalogue of Life.